# كركرق (كلخوران)
کرکرق (بالفارسية: کرکرق) هي قرية تقع في إيران في قسم کلخوران الريفي. يقدر عدد سكانها بـ 1,393 نسمة .